# Giro di Romagna 1971
Il Giro di Romagna 1971, quarantasettesima edizione della corsa, si svolse il 1º maggio 1971 su un percorso di 226 km. La vittoria fu appannaggio dell'italiano Franco Bitossi, che completò il percorso in 5h30'00", precedendo il connazionale Giancarlo Polidori e il danese Ole Ritter.

## Ordine d'arrivo (Top 10)
| Pos. | Corridore           | Squadra             | Tempo    |
| ---- | ------------------- | ------------------- | -------- |
| 1    | Franco Bitossi      | Filotex             | 5h30'00" |
| 2    | Giancarlo Polidori  | Scic                | s.t.     |
| 3    | Ole Ritter          | Dreher              | s.t.     |
| 4    | Michele Dancelli    | Scic                | s.t.     |
| 5    | Erik Pettersson     | Ferretti            | s.t.     |
| 6    | Antonio Salutini    | Filotex             | s.t.     |
| 7    | Sigfrido Fontanelli | Hertekamp-Magniflex | s.t.     |
| 8    | Enrico Paolini      | Scic                | s.t.     |
| 9    | Adriano Passuello   | Dreher              | s.t.     |
| 10   | Antoon Houbrechts   | Salvarani           | s.t.     |